# Mjasiščev M-4
Mjasiščev M-4 Molot (rusky Молот – „kladivo“, USAF/DoD reporting name „Type 37“, v kódu NATO „Bison“) byl sovětský strategický čtyřmotorový bombardér z počátku 50. let 20. století  navržený Vladimirem Mjasiščevem a vyráběný jako bombardér pro dálkové letectvo schopný útočit na cíle v Severní Americe. První prototyp stroje vzlétl 20. ledna 1953 a první sériově vyráběné stroje byly do výzbroje sovětského letectva zařazeny roku 1956.
Letoun nedosáhl zamýšleného doletu a ve skutečnosti nebyl schopen útočit na nejdůležitější cíle ve Spojených státech. Jak se ukázalo, výroba byla zastavena. Navzdory tomu, že se nepodařilo vyrobit schopnou strategickou konstrukci a výsledný počet byl nízký, tak M-4 přesto vyvolával obavy z „mezer bombardérů“ (Bomber gap), když se 18 letadel ukázalo v roce 1954 na květnové přehlídce. Spojené státy odpověděly vybudováním stovek letounů Boeing B-47 Stratojet a Boeing B-52 Stratofortress, aby čelily této vnímané hrozbě.
Konstrukce byla vylepšena účinnějšími motory, podporou doplňování paliva za letu a odstraněním skleněného nosu pro optické bombardování a přesunutím radaru na toto místo. S těmito změnami byla výroba obnovena jako 3M. I s těmito úpravami nebyla konstrukce skutečně účinná v roli jaderného bombardéru a před definitivním zastavením výrobní linky v roce 1963 vzniklo pouze 93 letadel včetně původního M-4 i  verze 3M. Pouze 19 z nich sloužilo v jaderné pohotovosti.
M-4 a 3M primárně sloužily pro dálkový námořní průzkum, jako útočná letadla a další podpůrné role. Většina byla v 70. a 80. letech přestavěna na tankovací letadla, zvláště když námořní mise převzal nový Tupolev Tu-22M. Přestavby tankovacích letounů zůstaly ve službě až do roku 1994. Většina dochovaných exemplářů byla rozebrána po skončení studené války v rámci dohod o omezení zbraní.

## Vývoj

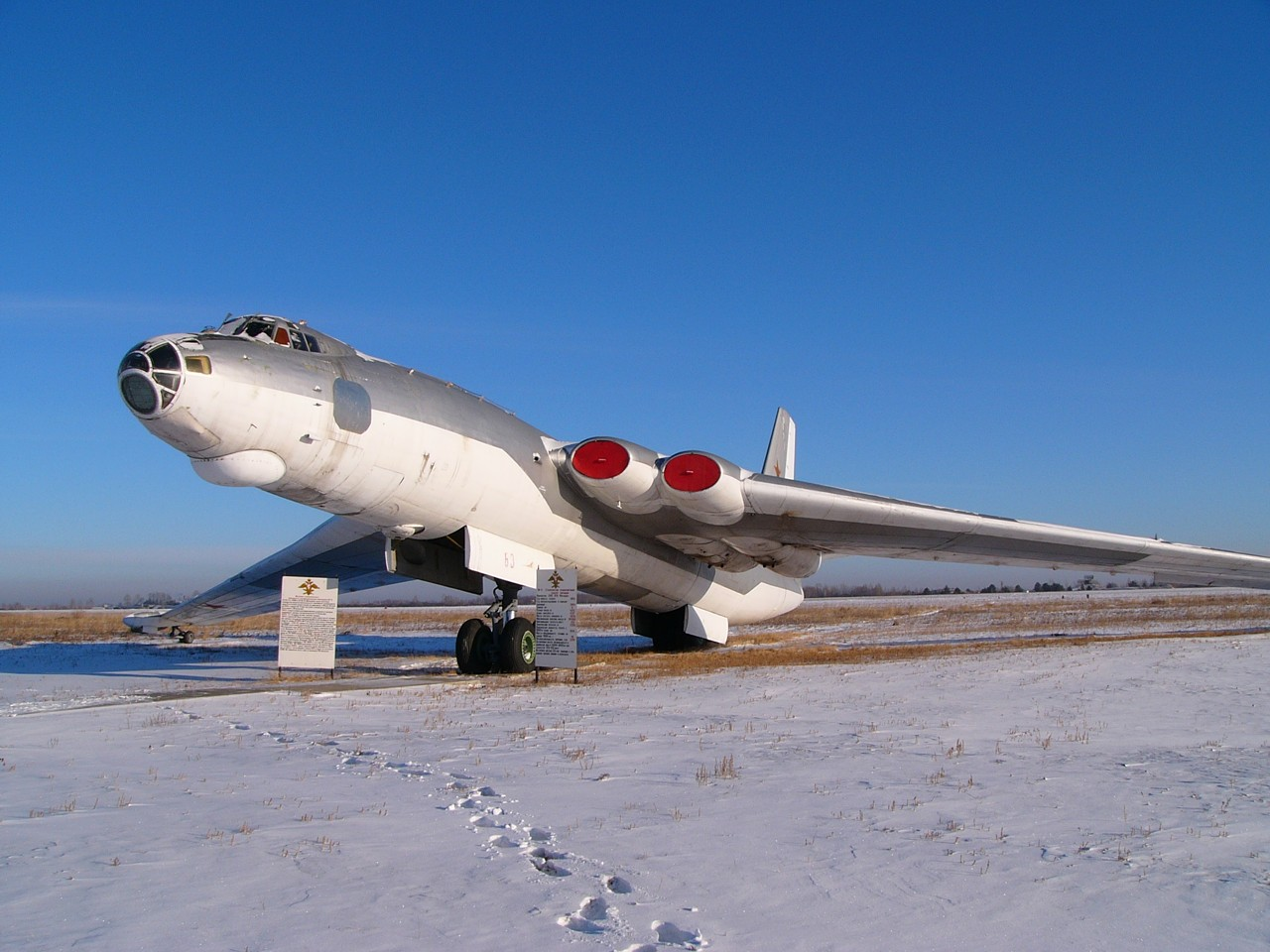
Mjasiščev M-4 '63 červená' (c/n 5301518) na základně Ukrajinka, Amurská oblast

Po druhé světové válce dal Sovětský svaz přednost vývoji strategického bombardéru dlouhého doletu schopného nést jaderné zbraně. Jejich prvním letadlem byl Tupolev Tu-4, kopie amerického B-29 Superfortress. Tu-4 byl ale nouzovým řešením, protože na rozdíl od amerických strategických bombardovacích sil, které mohly operovat ze základen ve spojeneckých zemích v blízkosti SSSR, postrádal dolet k dosažení kontinentálního území Spojených států. Zkušenosti z korejské války navíc prokázaly, že bombardéry s pístovými motory jsou extrémně náchylné k zachycení stíhacími letouny. S pokrokem západních proudových bombardérů jako B-47 Stratojet a Vickers Valiant byl konstruktér Vladimir Mjasiščev na jaře 1951 pověřen vývoje strategického dálkového bombardéru (Strategičeskij Dalnij Bombardirovščik). Prototyp vzlétl 20. ledna 1953 a v březnu 1954 byl předán ke státním přejímacím zkouškám, přičemž výroba začala později ve stejný rok. Do služby vstoupil v roce 1955 s tím, že bylo vyrobeno 34 letounů včetně dvou prototypů.
M-4 byl vyroben převážně z leteckých hliníkových slitin s některými částmi z oceli a hořčíku. Měl šípové křídlo s úhlem 35 stupňů a původně jej poháněly čtyři motory Mikulin AM-3A s maximálním tahem 85,8 kN (8 750 kgp; 19 290 lbf), ale později byl modernizován na proudové motory RD-3M-500 o maximálním tahu 93,2 kN (9 500 kgp; 20 940 lbf). V trupu a křídle bylo zabudováno 18 palivových nádrží o celkové kapacitě 123 600 litrů (32 610 amerických galonů) paliva, což letounu poskytovalo dolet 9 500 km (5 900 mil), ačkoli nedosahoval původně specifikovaného doletu 12 000 km (7 500 mil). Užitečné zatížení bylo 24 tun (26,4 tun) v různých konfiguracích. Obranná výzbroj se skládala ze šesti kanónů AM-23 ráže 23 mm s kadencí 1 250 ran za minutu. Dvojice byla v ocasní věži s posádkou se 400 náboji na jednu zbraň a další dvojice v dálkově ovládaných věžích na horní a spodní části trupu, každá s 300 náboji na zbraň. Letadlo mělo osmičlennou posádku: v jeho přídi seděl navigátor/bombometčík; pilot a kopilot v pilotní kabině; obsluha radaru/navigátor, palubní technik/střelec, radiooperátor/střelec a obsluha střelecké věže v oddílu za pilotní kabinou a ocasní střelec.

### 3M

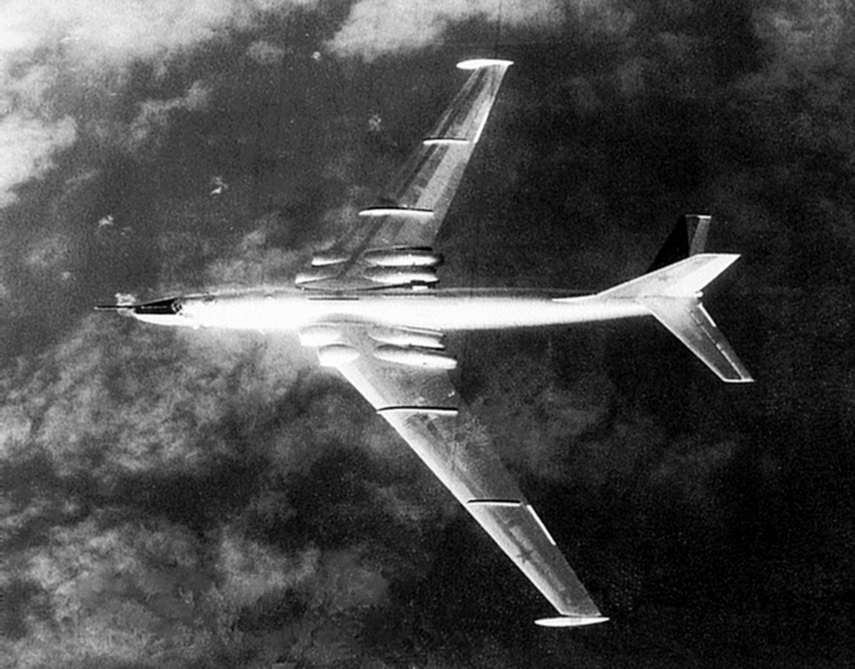
Mjasiščev 3M v roce 1968

Ačkoliv měl M-4 menší dolet než Tupolev Tu-95, měl větší rychlost a užitečné zatížení, což byly dostatečné výhody pro další zlepšování konstrukce. V roce 1954 bylo uděleno schválení pro přebudovaný M-4, který vzlétl 27. března 1956 a státní zkoušky zahájil na začátku roku 1958. Mjasiščev 3M ("Bison-B") byl poháněn čtyřmi proudovými motory Dobrynin RD-7, které měly stejný tah jako motory RD-3M, ale byly o 25 % úspornější z hlediska spotřeby paliva a tak byl dolet zvýšen na 11 500 km při zkouškách; k dalšímu zvýšení doletu byla také do nosu letadla přidána sonda pro tankování paliva za letu, čímž byl dolet prodloužen na 15 000 km. Užitečné zatížení bylo nicméně sníženo z 24 na 18 tun. Letoun dostal nový radar a lepší navigační i zbraňový systém. Střed trupu byl přepracován, aby se snížila hmotnost a zlepšila aerodynamika. Křídlo mělo větší rozpětí a nosnou plochu. Letounů Mjasiščev 3M („Bison-B“) bylo postaveno 74.

### Tanker
Od počátku byl zřejmý nedostatečný dolet M-4 a Mjasiščev začal zkoumat tankování paliva za letu. V roce 1955 byl druhý vyrobený letoun upraven na hadicový tankovací systém a první výrobní letoun byl vybaven sondou v nose letadla, další dva byly přestavěny pro zkoušky v následujícím roce. Od konce padesátých let byla flotila M-4 přeměněna na tankovací pomocí hadicového systému (HDU) s palivovými nádržemi v pumovnici a odstraněním veškeré obranné výzbroje. Podobné přestavby byly provedeny u flotily strojů 3M v 70. a 80. letech, kdy se letouny 3MS-1 „Bison-B“ staly tankery označené „3MS-2“ a 3MN-1 se staly tankery „3MN-2“.

## Služba

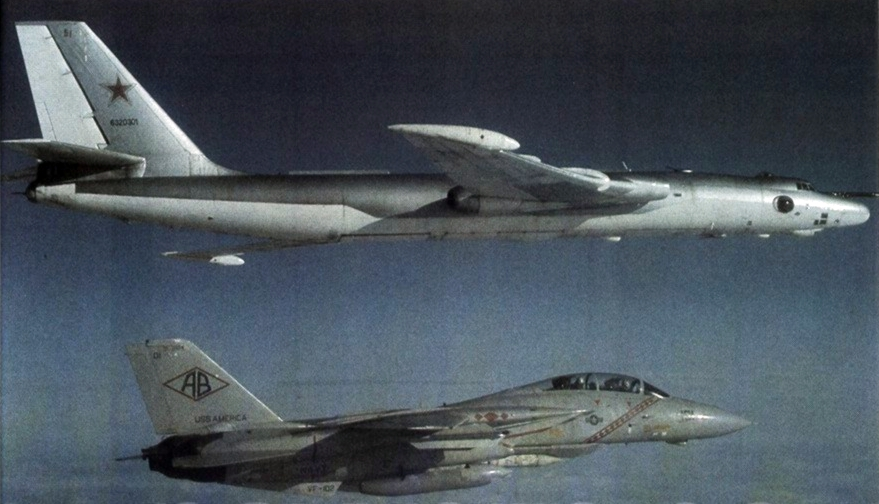
Tomcat amerického námořnictva doprovází Mjasiščev 3M, 1983

M-4 byl poprvé představen veřejnosti na Rudém náměstí během květnové přehlídky v roce 1954. Letoun byl pro Spojené státy překvapením, protože nevěděly, že Sověti postavili takový proudový bombardér. Brzy se však ukázalo, že bombardér nemá dostatečný dolet, aby mohl zaútočit na Spojené státy a poté se vrátit do Sovětského svazu. Pouze několik původních M-4 bylo skutečně uvedeno do služby. K nápravě tohoto problému představila konstrukční kancelář letoun Mjasiščev 3M, na Západě známý jako „Bison-B“, který byl podstatně výkonnější než předchozí verze. Tento nový model poprvé vzlétl v roce 1956. Mimo jiné byly kvůli odlehčení letounu odstraněny dvě z pěti původních střeleckých věží.
V červenci 1955 měli američtí pozorovatelé možnost vidět 28 strojů ve dvou skupinách během sovětské letecké přehlídky. Vláda Spojených států věřila, že bombardér byl v sériové výrobě a Ústřední zpravodajská služba odhadovala, že do roku 1960 jich bude k dispozici 800. Nicméně šlo o podvod; první desetičlenná skupina zopakovala průlet s dalšími osmi letouny. Utajované odhady však vedly k tomu, že američtí politici varovali před „mezerou bombardérů“ (Bomber gap).
V té době to ale nebylo sovětské letectvo, které chtělo 3M, ale spíše námořní letectvo. Přestože stále nemohl bombardovat Washington DC, měl 3M dostatečný dolet, aby splnil potřebu dálkového námořního hlídkového letadla. V roce 1959 překonal 3M četné světové rekordy v užitečném zatížení do výšky, včetně 10 000 kilogramů (22 000 lb) do výšky 15 317 metrů (50 253 stop) a 55 220 kilogramů (121 740 lb) to výšky 2 000 metrů (6 600 stop).
Nicméně Západ stále předpokládal (a to až do roku 1961), že 3M byl původní M-4 a schopnost M-4 byla západními zpravodajskými agenturami značně přeceňována.
Na počátku 60. let byl představen 'Bison-C' se specializovaným vyhledávacím radarem. Do této doby bylo mnoho původních M-4 přestavěno na tankery M-4-2 pro tankování ze vzduchu. Později byly i 3M přestavěny na tankery 3MS-2 a 3MN-2.
Ani typ M-4, ani 3M nikdy nezažily boj a žádný nebyl nikdy přestavěn na letoun pro útok z malé výšky, jako např. mnoho amerických B-52. Ani nebyly nikdy žádné z nich vyváženy sovětským spojencům.
Výroba letounů Bison skončila v roce 1963 a do té doby jich vzniklo 93. Poslední letoun, létající tanker M-4-2, byl vyřazen ze služby v roce 1994.
Tři velkokapacitní letouny VM-T byly přestavěny z tankerů 3MN-2 s velmi velkým nákladem neseným na hřbetě nad trupem. Jediná svislá ploutev/směrovka byla nahrazena dvěma velkými obdélníkovými ploutvemi/kormidly na koncích vodorovných stabilizátorů, aby se zlepšila kontrola kvůli turbulencím způsobeným nákladním pouzdrem.
Po vyřazení bombardérů a tankerů ze služby byla velká většina vysloužilých draků rozmontována podle podmínek příslušné smlouvy o omezení zbrojení.

## Varianty

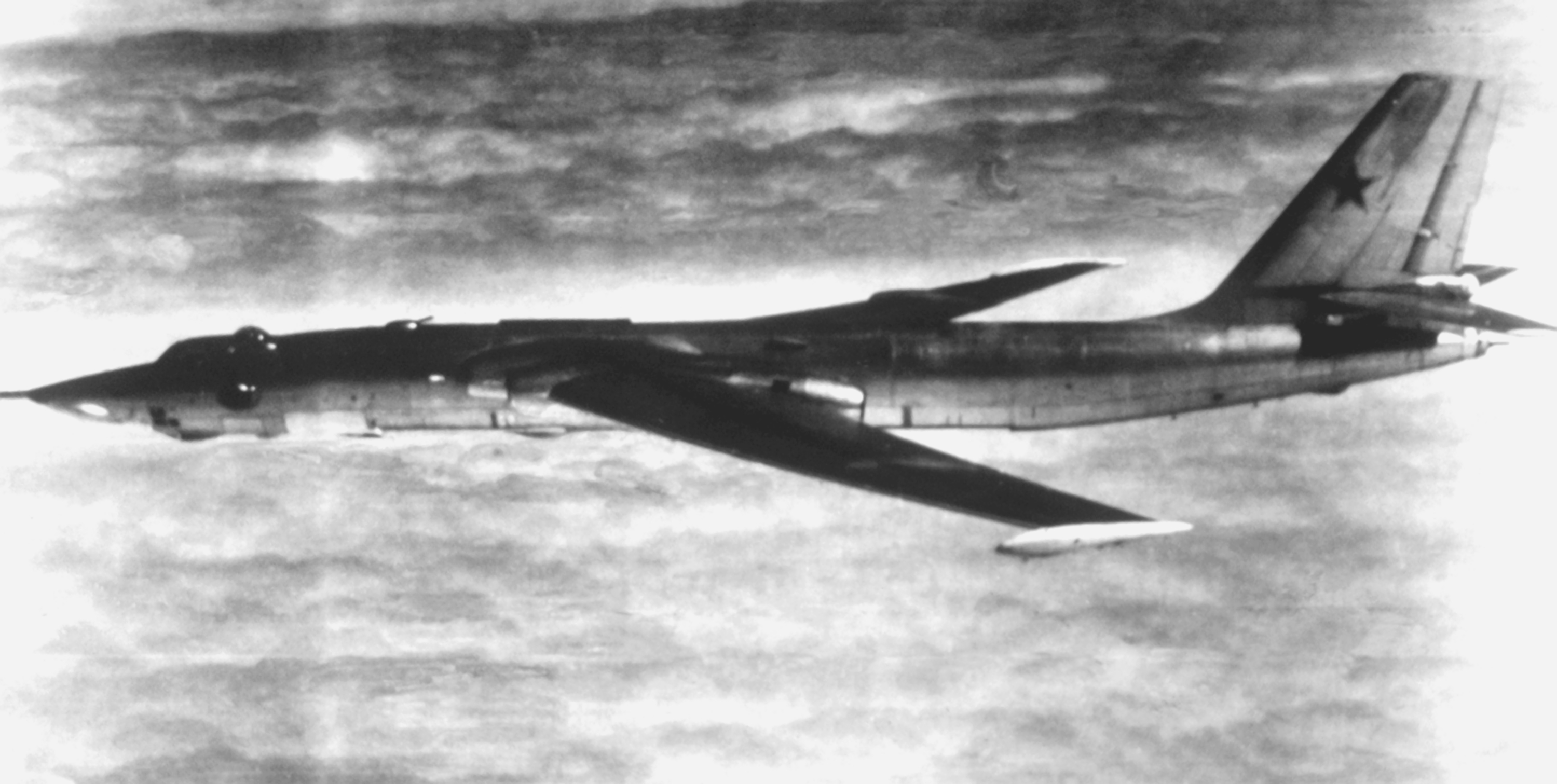
Mjasiščev 3MD v roce 1982

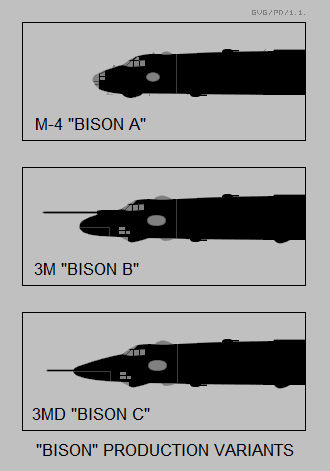
Boční pohled na siluety nosů variant M-4/3M

- Izdělije M (Produkt M) – vnitropodnikové označení pro letoun SDB, Project 25, M-4.[5]
- SDB (Strategičeskyj Dalnyj Bombardirovščik – strategický dálkový bombardér) – vládní označení pro program M-4.[5]
- [Tema Dvadtsat Pjat]  Subjekt 25 – Označení letectva pro program strategických bombardérů.[5]
- Mjasiščev M-4 – Označení používané pro sériová letadla. Vyrobeno 35 ks včetně dvou prototypů a statického zkušebního exempláře. (kód NATO Bison-A)[5]
- Mjasiščev M-4-2 (a.k.a. M-4-II[6]) – Produkční letouny M-4 přestavěné na létající tankery. (NATO Bison-A)[5]
- Mjasiščev 3M – Vylepšený M-4 s motory Dobrynin VD-7 s vyšším tahem a lepší měrnou spotřebou než motory Mikulin AM-3A. První prototyp byl přestavěn z M-4. (NATO Bison-B)[5]
- Mjasiščev 3M-5 – Vylepšený M-4 s motory Dobrynin VD-7 s vyšším tahem a lepší měrnou spotřebou než motory Mikulin AM-3A, konfigurované jako odpalovací platforma pro střelu vzduch-země KSR-5. Jeden prototyp letadla přestavěn z bombardéru 3MN-1, ale další přestavby nebyly provedeny kvůli omezené životnosti zbývajících kandidátských letadel. (NATO Bison-B)[5]
- Mjasiščev 3MD – Produkční letadla jako nosiče pro střely s plochou dráhou letu; rakety vzduch-země P-6, KSR nebo Ch-10. V roce 1960 jich bylo vyrobeno pouze devět, než byla výrobní linka zastavena a OKB Mjasiščev rozpuštěna. (NATO Bison-C)[5]
- Mjasiščev 3ME – Komplexní modernizace avioniky byla testována na jediném 3ME, přestavěného ze sériového bombardéru 3M (s/n 8301101). Namontováno bylo také nové navigační a radarové zařízení a zcela přepracovaný systém detekce a potlačení požáru. Prototyp byl neopravitelně poškozen, když prototypu Mjasiščev M-50 vyskočily klíny během provozu motorů na zemi a zasáhly 3ME a zabily jednoho inženýra na 3ME. (NATO Bison-B)[5]
- Mjasiščev 3MS-1 (S:Staryje [dvigatěli]  – staré motory) – Nový sériový bombardovací letoun s dlouhým doletem schopný pojmout motory VD-7, ale vybavený motory Mikulin RD-3M-500a, RD-3M nebo AM-3A kvůli nedostatku VD-7. (NATO Bison-B)[5]
- Mjasiščev 3MS-2 (S:Staryje [dvigatěli]  – staré motory) – Nové sériově vyráběné tankovací letouny schopné pojmout motory VD-7, ale vybavené motory Mikulin RD-3M-500a, RD-3M nebo AM-3A kvůli nedostatku VD-7. Během 70. a 80. let byla většina přeživších bombardérů 3MS přeměněna na tankery 3MS-2. (NATO Bison-B)[5]
- Mjasiščev 3MN-1 (N:Novye [dvigateli]  – new engines) – První sériová verze bombardéru 3MN s dlouhým doletem s ochuzenými motory VD-7 pro zlepšení spolehlivosti po poruchách lopatek kompresoru. (NATO Bison-B)[5]
- Mjasiščev 3MN-2 (N:Novyje [dvigatěli]  – nové motory) – Počáteční produkční verze tankeru 3MN pro tankování za letu s ochuzenými motory VD-7 pro zlepšení spolehlivosti po selhání lopatek kompresoru. (NATO Bison-B)[5]
- Mjasiščev 3MSR-1 (S:Staryje [dvigatěli], Radioapparatura – staré motory, avionika [vylepšení]) – Nové sériové bombardovací letouny dlouhého doletu schopné pojmout motory VD-7, ale vybavené motory Mikulin RD-3M-500a, RD-3M nebo AM-3A kvůli nedostatku VD-7 a vybavené modernizovanou avionikou. (NATO Bison-B)[5]
- Mjasiščev 3MSN-1 (N:Novyje [dvigatěli], Radioapparatura – nové motory, avionika [vylepšení]) – Několik nových sériově vyráběných bombardérů s dlouhým doletem schopných pojmout motory VD-7, ale vybavené motory Mikulin RD-3M-500a, RD-3M nebo AM-3A kvůli nedostatku VD-7 a vybavených vylepšenou sadou avioniky. (NATO Bison-B)[5]
- [Tema Tridtsat Šestt]  Subject 36 – Vládní označení pro M-4 s vyměněnými motory. (NATO Bison-B)[5]
- VM-T (Vladimir Mjasiščev-Transportnij) – Tři letouny 3MN-2 upravené pro lety s nadrozměrnými náklady s velkým nákladním podvozkem podepřeným na vzpěrách nad trupem a velkými obdélníkovými ploutvemi připevněnými ke špičkám ocasu letadla. Používán zejména k přepravě raketoplánu Buran a komponentu nosné rakety Eněrgija, než byl k dispozici Antonov An-225.[5]

### Projektované varianty
- Mjasiščev 3M-A (Atomnij – nukleární) – Průzkumný derivát s jaderným pohonem využívající reaktor pro nepřímý přenos tepla v pumovnici pro jaderné plynové turbíny v kořenech křídel, s posádkou umístěnou v olověném kokpitu bez oken.[5]
- Mjasiščev 3M-M (Morskoj – námořní) – Navrhovaný létající člun s člunovým trupem a plováky pod křídly.[5]
- Mjasiščev 3M-R (Razvědčik – průzkumný) – Navrhovaný průzkumný letoun nesoucí vysokorychlostní průzkumné kamery.[5]
- Mjasiščev 3M-K (Kompleks – zbraňový systém) – Navrhovaný nosič strategických střel nesoucí řízené střely dlouhého doletu Ch-20.[5]
- Mjasiščev 3MP – 3MP byl projektovaný alternativní záměnný tanker/bombardér pro podporu všech letounů s přijímačem AV-MF, založených na 3MD, s nímž se nepokračovalo kvůli zastavení výroby 3MD a uzavření OKB Mjasiščev .[5]
- Mjasiščev 3M-T (Toplivozapravščik – létající tanker) – 3M-T byl pokus o výrobu konvertibilního tankeru/nosiče střel verze 3MD, pro podporu očekávaného nadzvukového bombardéru Mjasiščev M-52, Tu-95 a zbývajících bombardérů 3M. Před uzavřením OKB v září 1960 nebyl vyroben žádný.[5]

## Uživatelé
Sovětský svaz
- Sovětské letectvo
- Sovětské námořní letectvo

 Rusko
- Vojenské vzdušné síly Ruské federace

## Specifikace (M-4)

### Technické údaje
- Posádka: 8
- Délka: 47,20 m
- Rozpětí: 50,5 m
- Výška: 14,10 m
- Nosná plocha: 326,35 m²
- Hmotnost prázdného letadla: 79 700 kg
- Vzletová hmotnost: 138 500 kg
- Maximální vzletová hmotnost: 181 500 kg
- Pohonná jednotka: 4 × proudový motor Mikulin AM-3A, každý o tahu 85,75 kN

### Výkony
- Maximální rychlost: 947 km/h
- Dolet: 5 600 km
- Přeletový dolet: 8 100 km
- Dostup: 11 000 m
- Plošné zatížení: 425 kg/m²
- Poměr tah / hmotnost: 0,25

### Výzbroj
- Kanony: 9 × 23mm kanon NR-23 nebo 6× 23 mm AM-23 na spodních, hřbetních a ocasních barbetách. 1 100 střel ve spodní a hřbetní, 2 000 střel v zadní.
- Střely: Až čtyři řízené střely nesené externě.
- Bomby: Obvykle 12 000 kg vnitřního nákladu. Možno nést až 24 000 kg konvenční i nukleární munice